# Heliumventil (Uhr)

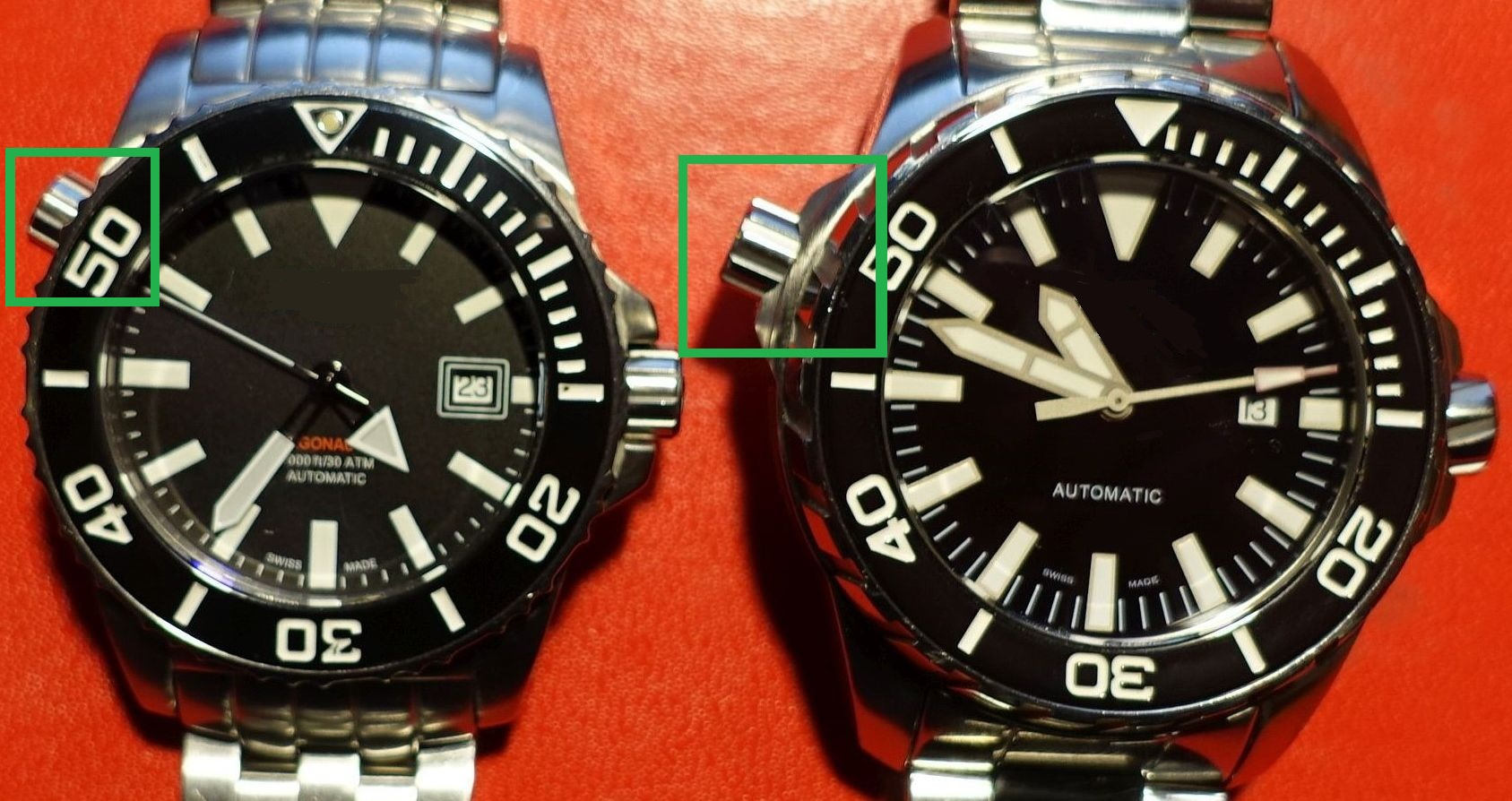
Schweizer Taucheruhren mit Heliumventil (grün umrandet)

Ein Heliumventil ist ein Sicherheitsmechanismus in professionellen Taucheruhren, der Schäden beim Sättigungstauchen verhindert. Es ermöglicht das kontrollierte Entweichen von Helium aus dem Uhrengehäuse während der Dekompression. Beim Tieftauchen in Überdruckkammern atmen Berufstaucher ein Helium-Sauerstoff-Gemisch (Heliox), wobei die extrem kleinen Heliummoleküle in die Uhr eindringen können. Helium ersetzt den in normaler Luft enthaltenen Stickstoff, der im Überdruck wie ein Narkosemittel wirkt. Ohne Ventil kann sich während der Dekompression ein Überdruck im Gehäuse der Uhren aufbauen, der das Uhrglas sprengen könnte. 
Eine Bauart des Ventil ist ein Patent der Firma Rolex, das 1967 eingereicht wurde.
Für Sporttaucher ist ein Heliumventil in der Regel nicht erforderlich.